# Acarnània
Acarnània (en grec antic: Ἀκαρνανία) és una regió històrica de l'antiga Grècia situada a la mar Jònica, mirant les illes Jòniques, i que actualment fa part de la unitat perifèrica d'Etòlia-Acarnània. Es trobava a l'oest d'Etòlia, amb el Riu Aqueloos com a límit, i al nord del golf de Calidó, que és l'entrada del golf de Corint.
La capital i ciutat principal era Estratos. El costat nord d'Acarnània del golf de Corint es considerava part de la regió de l'Epir. La fundació d'Acarnània a la mitologia grega es va atribuir tradicionalment a Acarnà, fill d'Alcmeó.

## Història

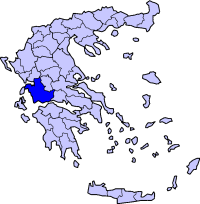
En fosc, les regions d'Etòlia i d'Acarnània

A l'antiguitat, Acarnània era una regió limitada al nord pel golf d'Ambràcia, al nord-est per Amfilòquia (Argos d'Acaia), al sud-oest per la mar Jònica, i al sud-est per l'Etòlia (separades pel riu Aqueloos, si bé cap a l'any 430 aC la frontera era una mica més a l'est, ja que la ciutat d'Eníades dominava ambdós costats).
Els rius principals eren l'Aqueloos i el seu afluent l'Anapos. Els principals promontoris eren Àccium i Critote a l'oest. Enfront de la costa hi ha l'illa de Lèucada, que antigament estava unida a Acarnània i en va quedar separada per un canal. L'interior d'Acarnània estava cobert de boscos i de promontoris sense gaire elevació. Els terrenys eren fèrtils, però no van ser gaire cultivats. Plini el Vell diu que explotaven mines de ferro, i que a les costes es pescaven ostres que tenien bones perles.
Segons el relat mitològic, els seus primers habitants van ser els tafis, els lèleges i els curets. Els primers eren pirates i estaven establerts a les illes de la costa occidental; els lèleges vivien inicialment a l'est d'Acarnània i a Etòlia, la Lòcrida i altres llocs; els curets venien d'Etòlia. El nom del país, segons la tradició, li va venir d'Acarnà el fill d'Alcmeó.
La tradició diu que Argos va establir una colònia vers el 650 aC. Pel mateix temps els corintis van establir colònies a Lèucada, Anactòrion, Sòl·lion i alguna altra, i els habitants locals van ser rebutjats cap a l'interior. Eren encara un poble poc civilitzat al començament de la guerra del Peloponnès el 432 aC i vivien del robatori i la pirateria, segons Tucídides. Estaven units en una lliga que es reunia al turó d'Olpes prop d'Argos d'Acaia, i a Estratos, ciutat principal d'Acarnània. En temps dels romans la Lliga tenia la seu a Tírios o a Lèucada, i aquesta darrera era la capital del país. La lliga era dirigida per un estrateg i un secretari (grammateos); un personatge influent era el gran sacerdot (hieràpolos) del temple d'Apol·lo a Àccium.
A la guerra del Peloponnès els acarnanis, enemics dels corintis i dels ambraciotes, van ser aliats d'Amfilòquia i d'Atenes. En aquesta lliga que va suposar la restauració d'Argos d'Acaia als seus habitants, les ciutats de Oeniade i Àstacos van quedar al marge. El 426 aC els atenencs i acarnanis van obtenir una gran victòria sobre espartans i ambraciotes a Olpae. Després de la guerra van fer les paus amb Ambràcia, però van mantenir l'aliança amb Atenes. El 391 aC estaven en guerra contra els aqueus que s'havien apoderat de Calidó. Els aqueus van demanar ajut a Esparta que va enviar un exèrcit a Acarnània dirigit per Agesilau, que va assolar el país però sense èxits decisius. Cap a l'any 300 aC els etolis van conquerir algunes ciutats de l'oest d'Acarnània i els acarnanis es van aliar als reis de Macedònia als que es van mantenir lleials. No es van sotmetre a Roma fins que els romans van haver ocupat Lèucada i van derrotar Filip V de Macedònia en la batalla de Cinoscèfales.
El 191 aC Antíoc III de Síria va envair Grècia i l'acarnani Mnasíloc que havia estat subornat pel rei, va aconseguir que el país li fes costat. Però Antíoc va ser expulsat i després derrotat a Apamea (189 aC) i Roma va tornar a imposar la seva hegemonia.
L'any 168 aC, derrotat el rei Perseu de Macedònia, Luci Emili Paulus Macedònic i els comissionats romans van reorganitzar Grècia i en aquell moment Lèucada va ser separada políticament d'Acarnània.
Més tard va formar part d'una de les províncies romanes, però no és clar si de la província de l'Epir o de la d'Acaia, però al cap d'un temps apareix com a part d'Epir.
L'any 30 aC els habitants d'algunes ciutats van ser traslladats per l'emperador August a Nicòpolis que acabava de fundar.

## Ciutats
- Al golf d'Ambràcia (d'est a oest)
  - Ambràcia
  - Limnea
  - Heraclea
  - Anactòrion
  - Àccium

- A la costa del mar Jònic (de nord a sud)
  - Tirreu
  - Paleros
  - Alízia
  - Sòl·lion
  - Àstacos
  - Eníades

- a l'interior (de sud a nord):
  - Eníades (la vella)
  - Coronta
  - Metròpolis
  - Estratos
  - Rincos
  - Fítia
  - Medeó